# WSFS Bank
A WSFS Financial Corporation é uma empresa de serviços financeiros. Sua principal subsidiária, o WSFS Bank, é a maior e mais antiga empresa de banco e confiança administrada localmente com sede em Delaware e no Vale do Grande Delaware. O WSFS opera a partir de 147 escritórios localizados em Delaware (49), Pensilvânia (72), Nova Jérsia (24), Virgínia (1) e Nevada (1) e fornece serviços financeiros, incluindo bancos comerciais, bancos de varejo, gerenciamento de caixa e gerenciamento de confiança e patrimônio. .
Atendendo ao Vale do Grande Delaware desde 1832, o WSFS Bank é um dos dez bancos mais antigos dos Estados Unidos, operando continuamente com o mesmo nome.

## História

### História antiga
A Sociedade do Fundo de Poupança de Wilmington foi fundada como uma economia em Delaware em 1832 por um grupo de líderes e empresários da comunidade de Wilmington. O banco foi formado para que os cidadãos trabalhadores de Wilmington incentivassem a economia, salvaguardassem e aumentassem suas economias em um banco comunitário. O primeiro dia de negócios do banco foi em 18 de fevereiro de 1832, em um quarto alugado "uma porta abaixo" da prefeitura na Market Street. O banco cresceu de forma constante ao longo do século XIX e mudou de local duas vezes mais antes de construir seu próprio prédio na 838 N. Market Street em 1895.[carece de fontes?] O edifício permaneceu até 1929,[carece de fontes?] quando o edifício atual foi construído e aberto para negócios. Três anos depois, o edifício receberia seu mural de referência, Apoteose da Família, de N. C. Wyeth. O mural, 60'x19', foi encomendado por Frederick Stone para comemorar o centésimo aniversário do banco, e uma versão menor desse mural ainda está na atual sede do banco, na 500 Delaware Avenue, em Wilmington.[carece de fontes?]

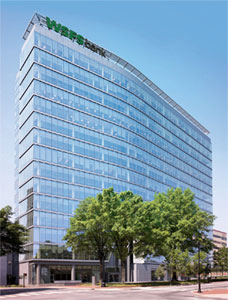
WSFS Bank Center em 500 Delaware Avenue, Wilmington, DE

### Década de 1950 ao início da década de 90
O crescimento do FSM continuou nos anos 50 e 60, e foi o primeiro banco nos Estados Unidos a emitir cartões de débito no final dos anos 60. Na década de 1980, o WSFS havia se expandido do norte do condado de New Castle para os condados de Kent e Sussex e tornado público em 1986 no mercado da NASDAQ. No início dos anos 90, o banco estava em péssimas condições financeiras e estava quase na bancarrota. O Conselho de Administração contratou Marvin "Skip" Schoenhals em 1990 e iniciou uma reviravolta dramática. Quase todas as agências inferiores de Delaware foram vendidas para a Wilmington Trust, e as práticas de empréstimos e a qualidade do crédito foram administradas mais de perto.[carece de fontes?]

### Meados dos anos 90 a 2007
Com o tempo, o banco se fortaleceu gradualmente e foi reintroduzido nos estados de Kent e Sussex. Em 1995, o WSFS Bank abriu sua primeira agência no condado de Kent desde o fechamento de 1991 no supermercado Dover. A primeira nova filial no Condado de Sussex desde o fechamento foi aberta em Rehoboth Beach em julho de 2003 e mudou-se para o local atual em junho de 2004. Desde então, foram abertas novas filiais em Camden, Canterbury, Harrington, Lewes, Long Neck, Milford, Millsboro, vista para o mar, Seaford, Selbyville, Smyrna, West Dover e Wyoming.
O WSFS Bank possui a maior rede de caixas eletrônicos em Delaware e uma das maiores redes de caixas eletrônicos de marca no Vale do Grande Delaware. O banco possui caixas eletrônicos localizados em todas as farmácias de Delaware Walgreens. Os caixas eletrônicos gratuitos também estão localizados na maioria dos locais da Grotto Pizza, lojas do Walmart, Buffalo Wild Wings e Food Lion. Existem mais de 440 caixas eletrônicos da marca FSM em Delaware, Maryland, Pensilvânia e Nova Jersey.
Em 2007, o WSFS Bank mudou sua sede corporativa de 838 N. Market Street, Wilmington, Delaware, onde residia desde 1885, para a 500 Delaware Avenue. A localização da 838 Market Street está listada no Registro Nacional de Lugares Históricos dos Estados Unidos. Na época em que foi construído, o novo local era o primeiro edifício multi-inquilino a ser construído em Wilmington desde o final dos anos 80.

### 2008 para apresentar
O FSM guiou a Grande Recessão e saiu mais forte do que antes. Em 2010, o FSM começou a se expandir ainda mais no sudeste da Pensilvânia com a mudança de sua filial em Glen Mills. Desde então, o WSFS abriu locais adicionais em Edgmont, Kennett Square, Media e West Chester e expandiu-se ainda mais no sudeste da Pensilvânia por meio de aquisições estratégicas, incluindo o Alliance Bank em abril de 2015, o Penn Liberty Bank em novembro de 2015 e o Beneficial Bank em Filadélfia em março de 2019 . Além disso, a marca WSFS Bank foi introduzida em Nova Jersey em agosto de 2019, quando antigas agências do Beneficiário Bancário foram renomeadas como WSFS Bank.
Em 2011, o FSM celebrou seu 25º aniversário na NASDAQ. O crescimento contínuo ocorreu com a abertura de uma nova sede regional e filial nas esquinas da Kirkwood Highway e da Route 7 em Delaware em 2012.
Em 2018, o WSFS foi eleito o # 1 Bank em Delaware pelos leitores do Wilmington News Journal e delawareonline.com em seu Readers 'Choice Awards anual de 2018. Este foi o oitavo ano consecutivo em que o WSFS foi homenageado com este prêmio. Também em 2018, o WSFS foi nomeado "Top Workplace" pelo 13º ano consecutivo pelo Wilmington News Journal.
Em 2019, o WSFS ganhou o Gallup Great Workplace Award pelo terceiro ano consecutivo. O prêmio reconhece as empresas que adotam o envolvimento dos associados e o tornam uma base fundamental de seus negócios. Também em 2019, o WSFS foi nomeado "Top Workplace" pelo Philly.com pelo quinto ano consecutivo.
Em 1º de janeiro de 2019, Rodger Levenson se tornou o 13º Presidente e CEO do WSFS nos 186 anos de história da empresa. O FSM também elevou Mark A. Turner de Presidente para Presidente Executivo do Conselho de Administração. Turner se afastou das funções de Presidente e CEO em 31 de dezembro de 2018, após uma dúzia de anos como Chefe Executivo do FSM.

## Operações
O WSFS oferece serviços bancários de varejo tradicionais, como contas correntes e poupança, certificados de depósito, hipotecas para consumidores, linhas de crédito e empréstimos para aquisição de imóveis. O WSFS também oferece serviços bancários comerciais para pequenas empresas, bancos comerciais e clientes do mercado intermediário, bem como para desenvolvimento e investimento imobiliário. Outras subsidiárias ou divisões da WSFS Financial Corporation incluem:
A Cash Connect, uma divisão do WSFS Bank, é fornecedora de serviços de caixa eletrônico e serviços de logística de caixa segura nos Estados Unidos. O Cash Connect atende aproximadamente 26.000 caixas eletrônicos não bancários e cofres de varejo em todo o país. O Cash Connect também opera 439 caixas eletrônicos para o WSFS Bank, que possui a maior rede de caixas eletrônicos da marca em Delaware.
A Christiana Trust, uma divisão do WSFS Bank, fornece serviços abrangentes de administração, agência e falência para empresas, bem como serviços fiduciários para famílias e indivíduos.
A Christiana Trust Company of DE é uma empresa de confiança de finalidade limitada de Delaware que oferece serviços de confiança Delaware Advantage, incluindo relações de confiança direcionadas, relações de proteção de ativos e relações de dinastia.
A Cypress Capital Management é uma consultora de investimentos registrada, com um segmento primário de mercado de indivíduos de alto patrimônio líquido, oferecendo um estilo de investimento equilibrado, focado na renda atual e na preservação de capital.
A Powdermill Financial Solutions destina-se a famílias, empreendedores e executivos corporativos de patrimônio líquido muito alto.
O WSFS Wealth Investments fornece produtos de seguros e corretagem principalmente para clientes de banco de varejo do WSFS Bank.
A West Capital Management oferece estratégias de planejamento de impostos, impostos e investimentos com taxa única e totalmente personalizadas para indivíduos e instituições com alto patrimônio líquido.
A WSFS Mortgage, uma divisão do WSFS Bank, é um dos principais financiadores de hipotecas, fornecendo uma ampla gama de programas de hipotecas no Vale do Delaware e nacionalmente. A Arrow Land Transfer é um agente de seguros relacionado ao título que atende comunidades em Delaware, Pensilvânia e Nova Jérsia.
A Benéfica Equipment Finance Corporation, uma divisão do WSFS Bank, é especializada em arrendamento de equipamentos comerciais e serviços financeiros.
A NewLane Finance, uma divisão do WSFS Bank, é uma empresa de financiamento de equipamentos comerciais.

## Aquisições
O WSFS iniciou uma série de aquisições em 2004, quando adquiriu a Cypress Capital Management, uma consultora de investimentos registrada com um segmento de mercado primário de pessoas com alto patrimônio líquido, oferecendo um estilo de investimento equilibrado, focado na renda atual e na preservação de capital.
O WSFS expandiu sua presença em Delaware em 2008 quando adquiriu a rede de agências do Sun National Bank em Delaware.
Em 2010, o WSFS Bank adquiriu a empresa Christiana Bank & Trust e integrou a divisão de confiança como parte da divisão de riqueza do WSFS. O negócio de confiança cresce constantemente desde 2010 e agora tem mais de 10 bilhões de dólares sob administração. A Christiana Trust fornece gerenciamento de patrimônio de serviço completo para indivíduos, incluindo corretagem, confiança, gerenciamento de investimentos e produtos bancários. A divisão Christiana Trust também atende empresas por meio de serviços de confiança corporativa.
Em 2013, o WSFS adquiriu a Array Financial Group, Inc., uma empresa de banco hipotecário no Vale do Delaware e uma entidade relacionada, a Arrow Land Transfer Company (Arrow), uma empresa abstrata e de título. Ambos estão sediados na vizinha Haverford, na Pensilvânia. Também em 2013, o WSFS anunciou a aquisição do The First National Bank of Wyoming e recebeu a aprovação do OCC em junho de 2014 para concluir a compra do banco, com sede em Wyoming, Delaware. O FSM concluiu a aquisição em setembro de 2014.
O WSFS anunciou em abril de 2015 que iria adquirir o Alliance Bank, com sede em Broomall, Pensilvânia, e recebeu a aprovação do OCC em setembro de 2015. O Alliance Bank tinha oito agências e informou aproximadamente 421 milhões de dólares em ativos, 310 milhões de dólares em empréstimos e 345 milhões de dólares em depósitos em dezembro de 2014. A fusão foi concluída em outubro de 2015, oferecendo ao FSM 17 locais no sudeste da Pensilvânia, incluindo 11 no Condado de Delaware.
Em novembro de 2015, o WSFS anunciou a aquisição do Penn Liberty Bank, com sede em Wayne, Pensilvânia. Recebeu todas as aprovações para concluir a aquisição em abril de 2016. A fusão foi concluída em agosto de 2016. O WSFS Bank cresceu para mais de 70 escritórios, incluindo 24 locais no sudeste da Pensilvânia, fortalecendo significativamente a posição de mercado do WSFS nessa região.
Também em agosto de 2016, o WSFS adquiriu a Powdermill Financial Solutions, LLC. Powdermill é um escritório multifamiliar localizado em Wilmington, Delaware e atende uma clientela abastada na comunidade local e nos Estados Unidos. A empresa é especializada em indivíduos de alto patrimônio líquido, famílias e executivos de empresas.
O WSFS anunciou em outubro de 2016 que adquiriu a West Capital Management, sediada na Filadélfia.
Em agosto de 2018, o WSFS e o Beneficiário Bancorp, Inc. anunciaram em conjunto a assinatura de um acordo definitivo pelo qual o WSFS adquirirá o Beneficial para criar o maior e mais antigo banco comunitário com sede local no Vale do Grande Delaware. No momento do anúncio, a aquisição era o terceiro maior acordo bancário de 2018. A aquisição do Beneficiário pelo WSFS foi concluída em março de 2019, ampliando o banco para 152 locais no mercado, com 12,2 bilhões de dólares em ativos. O WSFS renomeou ou consolidou todas as localizações anteriores do Banco Beneficiário no WSFS Bank em 26 de agosto de 2019.

## Associações
O WSFS Bank é membro da Federal Deposit Insurance Corporation e é um credor de habitação igual. O WSFS Bank usa STAR e PLUS para suas transações em caixas eletrônicos.